# Jean-François de la Barre
Jean-François, dito cavalheiro de La Barre (1747? – 1º de Julho de 1766) foi um nobre francês, famoso por ter sido torturado, decapitado e queimado na fogueira por não ter feito reverência (ou tirado o chapéu, segundo outras fontes) para uma procissão católica. Na França, ele é um símbolo da intolerância religiosa cristã.

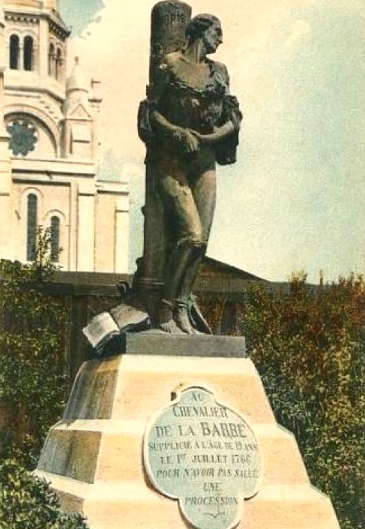
Estátua do Chevalier de la Barre em Montmartre (Paris), em 1906

## Histórico
Em 9 de Agosto de 1765, o crucifixo de madeira na Pont-Neuf em Abbeville sofreu vandalismo. O catolicismo era então a religião de estado da França e a religião da grande maioria do povo francês. O bispo de Amiens incitou a fúria dos fiéis e conclamou os paroquianos a denunciar todos aqueles que pudessem ter algo a ver com o caso ao juiz civil, sob pena de excomunhão. Não foi realmente descoberto coisa alguma sobre o ato de vandalismo, mas alguém acusou três rapazes, Gaillard d'Etallonde, Jean-François de La Barre e Moisnel, de não terem tirado os chapéus quando uma procissão passou. O quarto de La Barre foi vasculhado e três livros proibidos, incluindo o Dicionário Filosófico (Dictionnaire philosophique) de Voltaire foram encontrados.
La Barre foi torturado para que confessasse seus supostos crimes e posteriormente foi sentenciado pelo Parlement (corte de apelação) de Paris a ser novamente torturado decapitado, e ter o corpo atirado ao fogo juntamente com sua cópia do Dicionário Filosófico. Voltaire tentou reverter a condenação dele, sem sucesso. Ela só seria revertida pela Convenção Nacional durante a Revolução Francesa em 15 de Novembro de 1794.
Um monumento em homenagem a La Barre foi inaugurado em Montmartre, propositalmente em frente a Basílica do Sagrado Coração, em 3 de Setembro de 1905, e na placa afixada lê-se: Ao Cavalheiro de La Barre, supliciado aos 19 anos de idade em 1º de Julho de 1766, por não saudar uma procissão. Segundo Joseph McCabe, teriam comparecido ao evento cerca de 15 mil adeptos da separação entre Igreja e Estado, e por muitos anos, livre-pensadores, simpatizantes de escolas laicas e todos aqueles contrários ao envolvimento Igreja/Estado, reunir-se-iam no local para um evento intitulado "Manifestação La Barre".
Em 1926, a estátua, que até então estava bem à vista dos peregrinos, foi removida para a praça Nadar, ao lado da igreja. Em 11 de Outubro de 1941 o regime de Vichy promulgou uma lei pela qual as estátuas deveriam ser derretidas para aproveitamento do metal; todavia, nem todas as estátuas mereceram esta tratamento, sendo poupadas as dos santos, reis e rainhas. La Barre e outras vítimas da intolerância, filósofos, livre-pensadores e humanistas não tiveram a mesma sorte.
Em 1997, o Conselho Municipal do 18.º Distrito de Paris aprovou por unanimidade um projeto para reerguer a estátua de La Barre no seu antigo sítio. A nova estátua, esculpida por Emmanuel Ball, foi inaugurada em 24 de Fevereiro de 2001. Ela representa o cavalheiro na postura do crime: de cabeça coberta diante de uma procissão.
Para que ninguém se esqueça de que o livro de Voltaire também foi queimado junto com o corpo do cavalheiro, a base do monumento traz a seguinte inscrição retirada do Dicionário Filosófico: "a tolerância universal é a maior de todas as leis".